# Irma Maury
Irma Juana Maury Olivera (Lima, 12 de enero de 1950) es una primera actriz y comediante peruana. Es más conocida por los roles estelares de Olga Gómez en la serie televisiva Mil oficios y de Nelly Camacho en la serie televisiva Al fondo hay sitio.

## Carrera
Maury comienza una ascendente carrera en el año 1978 a través del "Grupo Histrión", cuna de muchos actores. Con dicha institución, participa en varias obras de teatro, compartiendo escenario con actores como Willy Gutiérrez, Adolfo Chuiman, Carlos Velásquez, Jorge Montoro, entre otros.  
Maury debuta en la televisión en la serie Tal como somos (1983), y se inicia en la comicidad en el programa Risas y Salsa (1988).
En 1994, actúa en la telenovela Los de arriba y los de abajo como Doña Esmeralda. El año siguiente, actúa en Los unos y los otros.
En 1996, actúa en las series Tribus de la calle y Lluvia de arena.
De 2001 a 2004, interpreta a Doña Olga en la serie Mil Oficios. 
Años después, retorna a la televisión participando en las miniseries Rita y yo, Los del barrio y Magnolia Merino.
Maury integra el elenco principal de la serie Al fondo hay sitio de América Televisión, en el papel de Doña Nelly desde marzo de 2009. Junto al elenco principal de la serie también tuvo participaciones especiales en circos. Finaliza su participación en la serie en marzo de 2014.
En el 2014, ingresa a la serie Mi amor, el wachimán 3 como Doña Delicia Tirado De la Guerra.
En 2017, participa como antagonista en la telenovela Solo una madre como Doña Perla Patiño.

## Filmografía

### Televisión

#### Series y telenovelas
- Tal como somos (1983)
- Risas y Salsa (1988) como Ella misma (Actriz cómica), Modelo y Varios Roles.
- El Pícaro (Como Quién soy yo? Papá) (1987–1988)
- Plaza picante (1993) como Ella misma (Actriz cómica), Modelo y Varios Roles.
- Tatán (1993) como Ella misma (Actriz cómica), Modelo y Varios Roles.
- Los de arriba y los de abajo (1994–1995) como Doña Esmeralda.
- Los unos y los otros (1995) como Cleofé.
- Tribus de la calle (1996) como Jeovita.
- Lluvia de arena (1996)
- Todo se compra, todo se vende (1997)
- La Rica Vicky (1997–1998) como Zelmira "Doña Selmira".
- Mil Oficios o 1000 Oficios (2001–2004) como Doña Olga Gómez de Palacios / Div. de Palacios.
- Rita y Yo (2007) como Saby.
- Los del barrio (2008) como Mamá Lucha.
- Magnolia Merino, la historia de un monstruo (2008–2009) como Tía Flora.
- Al fondo hay sitio (2009–2014; 2015–2016, 2022 Foto y Material de archivo) como Doña Nelly Camacho Morote de Collazos Div. de Gonzales / "Palomita".
- Mi amor, el wachimán 3 (2014) como Doña Delicia Tirado De La Guerra.
- Solo una madre (2017) como Doña Perla Patiño Tapia Vda. de La Torre.
- De vuelta al barrio (2021) como Doña Nelly Camacho Morote de Collazos (Foto).

#### Programas
- Vacaciones con Parchís (1998) como Ella misma (Invitada).
- Al Aire (2013; 2015; 2016) como 'Doña Nelly' (Ella misma) y Ella misma (Invitada).
- Cuarto poder (2014) como Ella misma (Invitada).
- A las once (2014) como Ella misma (Invitada).
- Lorena y Nicolasa (2014) como Ella misma (Invitada).
- Gisela, el gran show (2014) como 'Delicia Tirado' (Ella misma).
- Domingo al día (2014) como Ella misma (Invitada).
- Estás en todas (2016) como Ella misma (Invitada).

### Cine
- La chicha está fermentando (1983)
- Te quiero (1995)
- La mar estaba serena (2001)
- Motor y motivo (2009)
- La navaja de Don Juan (The knife of Don Juan) (2013) como "Grandma".
- Enterrado (Cortometraje) (2015) como Abuela.
- Calichín (2016) como Doña Grimanesa.
- Calichín 2 (Cancelado) como Doña Grimanesa.
- La paisana Jacinta: En búsqueda de Wasaberto (2017) como Dra. Sifuentes.
- Nasca Yuukai (2017)

### Vídeos musicales
- Al fondo hay sitio (2009) (De Tommy Portugal) como "Doña Nelly".

## Teatro
- El alcalde de Sacracacá (1978)[5]
- Tengo un hombre adentro (1982)
- El amor de los unos y de los otros (1983)
- Splish Splash (1984)
- Y si ud. no fue el primero, ¿Qué? (1985)
- Me moriré en París (1992)
- La mujer del panadero (1996)
- El regreso al desierto (1999)
- Sin ropa en la pensión (2003)
- El palacio de las diosas (2008)
- ¿Será un santo mi marido? (2008)
- Al fondo hay sitio (2010–2012) como "Doña Nelly".
- Mi amor, el wachimán 3: El musical (2014) como Delicia Tirado.

#### Agrupaciones teatrales
- Grupo Histrión.

## Discografía

### Temas musicales
- «Se llamaba Charly» (2010) (Tema para Al fondo hay sitio).

### Bandas sonoras
- Al fondo hay sitio (2010).

## Premios y nominaciones
| Año  | Premio                       | Categoría          | Trabajo            | Resultado | Ref. |
| ---- | ---------------------------- | ------------------ | ------------------ | --------- | ---- |
| 2011 | Premios Luces de El Comercio | Mejor Actriz de TV | Al fondo hay sitio | Nominada  |      |